# Huracán Katrina (1981)
El Huracán Katrina (2005) fue la vigesimoprimera depresión tropical, undécima en ser llamada tormenta y séptimo huracán de la temporada de huracanes del Atlántico de 1981. Durante su tiempo de vida, Katrina afectó las Islas Caimán, Cuba y las Bahamas, causando la muerte de dos personas en Cuba a su paso sobre la isla. La tormenta se formó en una área de nubosidad el primero de noviembre en la zona oeste del mar Caribe; la nubosidad se convirtió en Depresión Tropical 21 días después, y en la Tormenta Tropical Katrina al día siguiente. Luego de pasar sobre Gran Caimán, Katrina se desplazó al noreste, pasando muy cerca de Cuba como huracán categoría 1 en la Escala de huracanes de Saffir-Simpson; que luego afectó las Bahamas como tormenta tropical, donde produjo una precipitación de 14 pulgadas de lluvias equivalentes a 360 mm. Katrina se fusionó con una depresión frontal el 7 de noviembre.